# Plaza (khu tự quản)
Plaza là một khu tự quản thuộc bang Miranda, Venezuela. Thủ phủ của khu tự quản Plaza đóng tại Guarenas. Khự tự quản Plaza có diện tích 180 km2, dân số theo điều tra dân số ngày 21 tháng 10 năm 2001 là 188135 người.